# Hans Oeftger
Hans Oeftger (* 8. Juli 1999) ist ein deutscher Fußballspieler.

## Karriere
Er begann mit dem Fußballspielen in der Jugendabteilung des FC Rot-Weiß Erfurt. Dort kam er auch zu seinem ersten Einsatz im Profibereich in der 3. Liga, als er am 15. April 2018, dem 34. Spieltag, bei der 0:1-Auswärtsniederlage gegen die Sportfreunde Lotte in der 73. Spielminute für Morten Rüdiger eingewechselt wurde. Im Sommer 2018 wechselte er zum Regionalligisten VfB Germania Halberstadt. Bereits im Winter 2019 erfolgte sein Wechsel zum Oberligisten FC Einheit Rudolstadt. Im Sommer 2019 wechselte er an die University of Vermont, um dort College Soccer zu spielen.
Zur Saison 2020/21 kehrte er zum FC Rot-Weiß Erfurt zurück. Im Winter 2021 kehrte er an die University of Vermont zurück und im Sommer 2022 wechselte er an die Long Island University.